# Loxoconcha gibberosa
Loxoconcha gibberosa is een mosselkreeftjessoort uit de familie van de Loxoconchidae. De wetenschappelijke naam van de soort is voor het eerst geldig gepubliceerd in 1878 door Terquem.